# Colla Castellera de Madrid
La Colla Castellera de Madrid, coneguda amb el sobrenom de Los Gatos, és una colla castellera espanyola de Madrid, considerada del grup de colles internacionals. Fou creada el 21 de gener de 2017 en una assemblea celebrada al Cercle Català de Madrid. Inicialment varen participar-hi unes 25 persones, la majoria catalanes. Els assajos varen començar el 3 de febrer de 2017 al gimnàs del Col·legi Decroly, al carrer Guzman el Bueno.
La primera actuació va ser el 4 de març de 2017 a la Plaça Espanya de Madrid i en aquella Diada, acompanyats per Xoriguers de la Universitat de Girona, es van fer dos pilars de 4. Actualment el seu cap de colla és Ferran de Batlle (ho havia estat abans als Marrecs de Salt) la Colla té uns 110 castellers membres i ha assolit castells com ara el 2d6, 3d6, 3d6a, 4d6, 4d6a, 5d6 i el pd5. La seva primera competició va ser l'any 2018 en el marc de la II Diada Internacional del Concurs de castells de Tarragona.

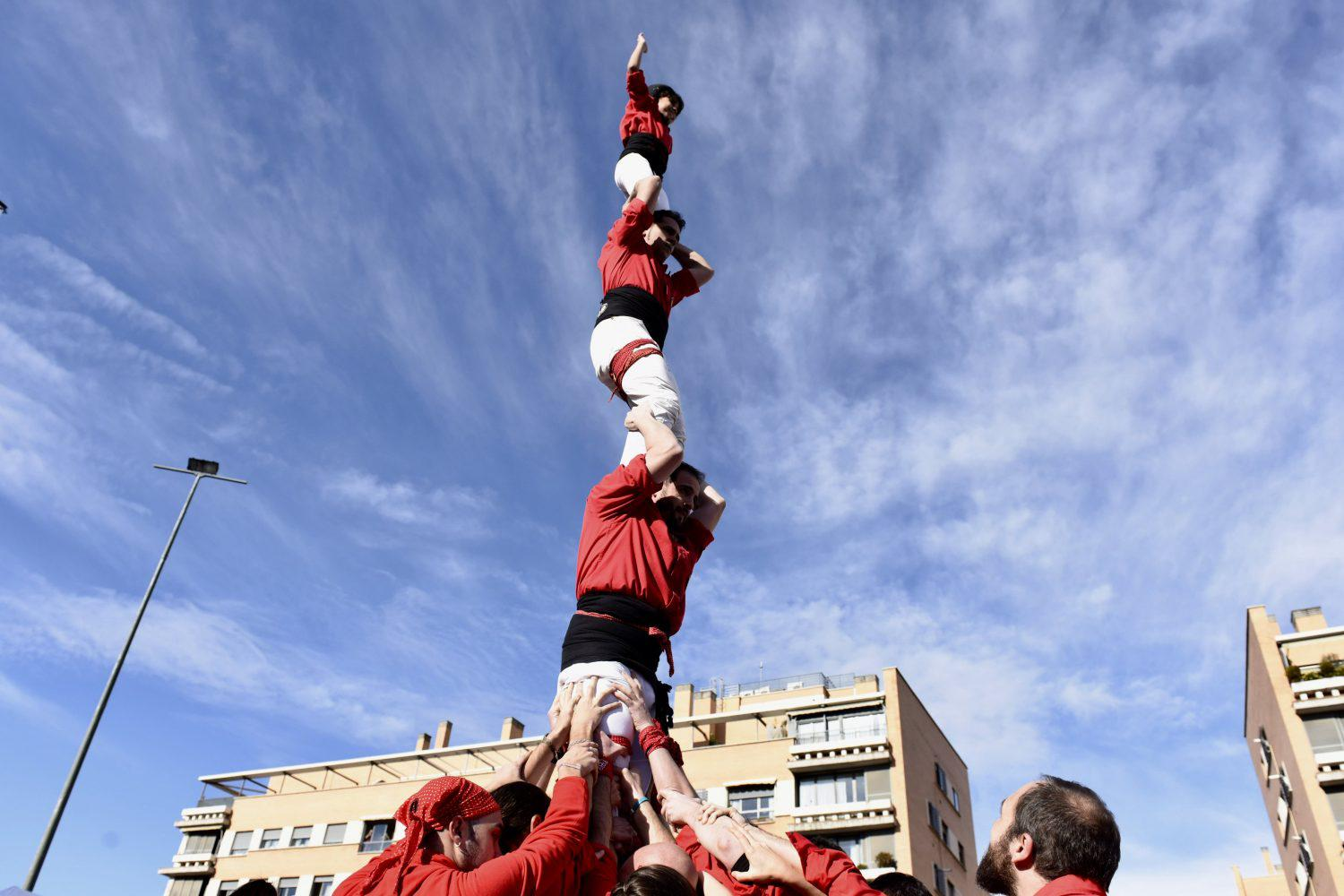
Pilar de 4 de la colla el Diumenge de Carnaval de 2018.

## Història

### Temporada 2017: Inicis
La temporada 2017 va servir a la Colla com a primera presa de contacte de l'activitat a la ciutat de Madrid. La colla, amb un col·lectiu format per sobretot per catalans i madrilenys amb poca experiència castellera però amb moltes ganes i il·lusió, va començar amb estructures de 5 pisos.
El març es presentaven en societat amb un Pilar de 4 a la Plaza de España, junt amb la colla universitària dels Xoriguers de la UdG.
El 30 de setembre de 2017 la Colla Castellera completà, a Torrejón de Ardoz, el seu primer castell de 6 pisos, el 3d6.
El novembre d'aquell mateix any, la Colla viatjava a Catalunya per primera vegada per actuar al costat dels Xics de Granollers en la seva Vigília de Diada, on hi completà la següent actuació, estrenant els 3 castells portats a plaça: el 4d6, el 3d6a després d'un intent desmuntat i també el 2d6 després d'un altre intent desmuntat.

### Temporada 2018: Creixement
Durant la temporada 2018 la colla segueix creixent i segueix expandint el territori casteller per terres castellanes, la seva àrea d'influència, fent noves places de 6 no només a Madrid sinó també a altres pobles com Marchamalo o Galapagar.
El març, amb la visita dels Castellers de la Il·lusió, descarreguen el primer 3d6 de la temporada.
A l'abril, en la Diada del Cercle amb visita dels Xics, completen una actuació amb el 3d6, 4d6, id2d6 i 2d5 final.
Durant el mes de maig la colla fa una nova expedició a Catalunya, aquest cop a Altafulla, on hi descarreguen de nou el 2d6 així com també el 3d6a i el 3d6. Però el veritable moment de clímax de la temporada arribà aquell octubre a Tarragona, durant la II Diada Internacional dins del marc del Concurs de Castells 2018, on la colla realitzà la que és, fins al moment, la millor actuació de la seva història, descarregant-hi 4 construccions de la gamma alta de 6: 4d6a, 2d6, 5d6 i el pd5. Estrenant per primera vegada a la seva història aquestes dues últimes construccions.
La Colla acomiadà la temporada a Madrid, celebrant la seva primera Diada de la Colla, descarregant en aquest cas el 4d6, 2d6 i 3d6 amb agulla en ple Paseo del Prado.

### Temporada 2019: Consolidació[calcitació]
Durant aquesta temporada, la Colla obrí Alpedrete com a nova plaça de 6 i feu més gran la diada de Torrejón, plaça molt estimada per haver sigut la primera on hi descarregà el 3d6, portant-hi, aquest cop, el 3d6 (de nou) juntament amb el 3d6a i el 4d6.
El cap de setmana del 15/16 de juny la colla estigué per terres catalanes actuant dissabte a Montjuïc amb colles de renom com la Jove de Tarragona, els Castellers de Sants o els Castellers del Poble Sec, realitzant-hi el 3d6, 2d6 i 4d6a i diumenge, a Esplugues, el 4d6, 3d6a i el 3d6, arrodonint un cap de setmana espectacular per la colla havent descarregat 6 castells de 6.
La Colla tornà a Catalunya aquell octubre convidada pels Castellers de Cerdanyola on hi completaren el 3d6, el 2d6 i el 3d6a, mantenint el bon nivell que demostra la colla en els seus desplaçaments al principat que s'explica, en part, per l'ajuda en pinyes de la resta de colles i de Gatos que han retornat a Catalunya que acudeixen a la crida de la colla.
La colla igualà la seva millor actuació en la seva II Diada descarregant el 4d6a, el 2d6 i revalidant el 5d6 després d'un primer intent desmuntat, castell que no es veia des del Concurs de Tarragona. En aquesta ocasió, però, no s'hi realitzà el pilar de 5 que sí que es pogué veure l'any anterior a la plaça de la Font.

## Premis i Reconeixements

### Premi Especial Nit de Castells 2018
A la Colla Castellera de Madrid, pel seu projecte engrescador de difusió de la cultura catalana i els castells a Madrid.